# Kleinenbreden
Kleinenbreden ist ein Ortsteil der Stadt Marienmünster im Kreis Höxter, Nordrhein-Westfalen. In Kleinenbreden leben heute 113 Einwohner. Kleinenbreden liegt in einer Talsenke, von der aus ein alter Kirchweg direkt zur Abtei Marienmünster führt.
Schulkinder fahren zur Grund- bzw. Hauptschule in Vörden. Die erreichbaren Realschulen  bzw. Gymnasien befinden sich in Brakel, Höxter oder Steinheim.

## Geschichte
Kleinenbreden entstand, ebenso wie Großenbreden und Papenhöfen, aus einem Ort, der um 1430 Wenden hieß, in den Registern des Klosters Corvey jedoch im Jahr 980 mit Wynithun bezeichnet wird. Hier hatten Mönche aus Marienmünster den Zehnten erworben. Im 16. Jahrhundert teilte sich das Gebiet in die Dörfer Großenbreden, Kleinenbreden und Papenhöfen, heute alles Ortsteile der Stadt Marienmünster.
Der Ort gehörte seit dem Mittelalter zum paderbornisch-lippischen Samtamt Oldenburg. Kleinenbreden fiel 1807 an das Königreich Westphalen und gehörte dort bis 1813 zum Kanton Vörden im Distrikt Höxter des Departements der Fulda. Nach der napoleonischen Niederlage kam Kleinenbreden 1813 zu Preußen und 1816 zum neuen Kreis Höxter, in dem die Gemeinde zum Amt Vörden gehörte. Kleinenbreden wurde durch das Gesetz zur Neugliederung des Kreises Höxter vom 2. Dezember 1969 am 1. Januar 1970 mit den anderen zwölf Gemeinden des Amtes Vörden zur neuen Stadt Marienmünster zusammengeschlossen.

## Politik
Der Ortsvorsteher von Kleinenbreden ist derzeit Ralf Lüke.